# Бельтюков, Евгений Кронидович
Евгений Кронидович Бельтюков (род. 4 июня 1954 года, Свердловск, РСФСР, СССР) — советский и российский учёный-иммунолог, член-корреспондент РАН (2022).

## Биография
Родился 4 июня 1954 года в Свердловске.
В 1977 году — окончил Свердловский государственный медицинский институт.
В 2004 году — защитил докторскую диссертацию, тема: «Медико-экономическая эффективность современных технологий диагностики и лечения бронхиальной астмы на региональном и локальном уровнях»
С 2006 года — работает в Уральском государственном медицинском университете: профессор кафедры терапии, профессор кафедры факультетской терапии, эндокринологии, аллергологии и иммунологии (с 2007 года).
С 2013 года — главный внештатный аллерголог-иммунолог Министерства здравоохранения Свердловской области, а с 2016 года — главный внештатный аллерголог-иммунолог Министерства здравоохранения Российской Федерации.
В 2021 году — присвоено учёное звание профессора.
В 2022 году — избран членом-корреспондентом РАН от Отделения медицинских наук.

## Научная деятельность
Специалист в области терапии, автор 240 научных работ, из них 2 патента.
Научые направления: бронхиальная астма, эпидемиология и фармакоэкономика аллергологических и обструктивных заболеваний дыхательных путей, иммунологическая терапия тяжелой астмы и хронической крапивницы, молекулярная аллергология.
Под его руководством защищены семь кандидатских диссертаций.

### Сочинения
- Методологические подходы к организации помощи больным бронхиальной астмой на региональном и локальном уровнях // Урал. мед. журн. 2004. № 8. С. 23-26;
- Организация иммунологической терапии тяжелой бронхиальной астмы в Свердловской области // Рос. аллергологический журн. 2021. № 1. С. 6-18.

## Награды
- Заслуженный врач Российской Федерации (2021)[2]